# Kezia Burrows
Kezia Burrows é uma atriz galesa, conhecida por interpretar o papel da Dra. Cath Llewelyn no drama médico da BBC de Gales, Crash de 2009 a 2010.

## Vida e Carreira
Nascida em Neath, ela morou em Porthcawl e depois em Carmarthen, mas cita ser natural da vila litorânea de cardigãs de New Quay, de onde seus pais são. Burrows treinou na RADA, graduando-se em 2004. Ela primeiro desempenhou papéis em várias produções teatrais.[carece de fontes?] Ela fez sua primeira aparição na televisão em The Capgras Tide, da ITV1, antes de estrelar o drama médico da BBC Wales de 2009, Crash, como Dra. Cath Llewelyn. Em 2013, Burrows dublou Nilin, a protagonista do videogame de ação e aventura Remember Me. Desde seu primeiro jogo, ela capturou voz e mocapagem/desempenho em um total combinado de mais de 100 jogos, entre eles captura de semelhança e performance para Amanda Ripley em Alien Isolation de 2014, voz de semelhança e captura de performance para Cass Vallance em Star Citizen/Squadron 42. O trabalho televisivo inclui mais recentemente o remake de The Snow Spider em 2020, Apple Tree Yard & Doctor Foster.

## Filmografia

### Filmes
| Ano  | Título                        | Papel                          | Notas             |
| ---- | ----------------------------- | ------------------------------ | ----------------- |
| 2009 | The Capgras Tide              | Anna                           | Curta metragem    |
| 2011 | Panic Button                  | Newsreader                     |                   |
| 2011 | Lamia                         | Lamia                          | Curta metragem    |
| 2012 | The Dial                      | Jane                           | Direto para vídeo |
| 2012 | Way of the Monkey's Claw      | Bethesda the Evil Priestess    |                   |
| 2013 | Magpie                        | Grace                          |                   |
| 2014 | Viking: The Berserkers        | The Volva                      |                   |
| 2016 | Summer Leaves                 | Charlotte Combs                | Short film        |
| 2016 | Kingsglaive: Final Fantasy XV | Miscellaneous Characters (voz) |                   |
| 2017 | The Crypt                     | Melanie                        | curta metragem    |
| 2017 | The Lost Viking               | Herja                          |                   |
| 2018 | Heart's Ease                  | Sergeant Moss                  | curta metragem    |
| TBA  | Eider Steeps                  | Elisa                          |                   |

### Televisão
| Ano              | Título                             | Papel                                  | Notas                                   |
| ---------------- | ---------------------------------- | -------------------------------------- | --------------------------------------- |
| 2009–2010        | Crash                              | Dr. Cath Llewellyn                     | 12 episódios                            |
| 2010, 2014       | Casualty                           | Cheryl Moran, Cassie Blackmore         | 3 episódios                             |
| 2011–2013        | Kezzycat                           | Gem, Ivory, Army                       | 3 episódios; também produtora executiva |
| 2011             | PhoneShop                          | Kimberly                               | Episódio: "Come Dine with Me"           |
| 2014, 2016, 2021 | Doctors                            | Gil Chadwick, Sarah Garrod, Kelly Beck | 4 episódios                             |
| 2016             | Beowulf: Return to the Shieldlands | Dayna                                  | Episódio: "Episode 4"                   |
| 2017             | Apple Tree Yard                    | Kate Costley                           | 3 episódios                             |
| 2017             | Doctor Foster                      | Chrissie                               | Episódio #2.2                           |
| 2020             | The Snow Spider                    | Glenys Griffiths                       | 5 episódios                             |
| 2023             | Wolf                               | Veronica                               | 3 episódios                             |

### Jogos
| Ano  | Título                          | Papel                                      | Notas                              |
| ---- | ------------------------------- | ------------------------------------------ | ---------------------------------- |
| 2012 | 007 Legends                     |                                            | Várias capturas de desempenho      |
| 2013 | Remember Me                     | Nilin                                      | Captura de voz e performance       |
| 2014 | Alien: Isolation                | Amanda Ripley                              | Captura de semelhança e desempenho |
| 2015 | Everybody's Gone to the Rapture | Diana Davies, June Fletcher                | Voz                                |
| 2016 | XCOM 2                          | Soldado do UK                              | Voz                                |
| 2017 | Sniper Elite 4                  |                                            | Captura de desempenho              |
| 2017 | Horizon: Zero Dawn              | Aloy                                       | Captura de desempenho              |
| 2017 | Destiny 2                       |                                            | Captura de desempenho              |
| 2019 | Observation                     | Dr. Emma Fisher                            | Captura de voz e performance       |
| 2019 | GreedFall                       | Síora, outros personagens                  | Voz                                |
| 2020 | Beyond a Steel Sky              |                                            | Captura de desempenho              |
| 2021 | Bravely Default II              | Gladys                                     | Voz                                |
| 2021 | Forza Horizon 5                 |                                            | Captura de desempenho              |
| 2022 | Horizon Forbidden West          |                                            | Captura de desempenho              |
| 2022 | Elden Ring                      | Feiticeira Sellen, Protagonista Feminina 3 | Voz                                |
| 2023 | Final Fantasy XVI               | Vozes adicionais                           | Captura de voz e performance       |
| TBA  | Star Citizen                    | Cass Vallon                                | Captura de voz e performance       |
| TBA  | Squadron 42                     | Cass Vallon                                | Captura de voz e performance       |